# Concessioni straniere in Cina
Ecco alcune tra le più conosciute concessioni straniere in Cina:

## Portogallo (1557-1999)
| Nome concessione | Periodo concessione   | Superficie | Popolazione        |
| ---------------- | --------------------- | ---------- | ------------------ |
| Macao            | 1557-20 dicembre 1999 | 28,6 km²   | 502.325 ab. (1997) |

## Impero britannico (1841-1997)
| Nome concessione   | Periodo concessione             | Superficie | Popolazione          |
| ------------------ | ------------------------------- | ---------- | -------------------- |
| Hong Kong          | 20 gennaio 1841-1º luglio 1997  | 1.104 km²  | 6.547.189 ab. (1997) |
| Tianjin britannica | 24 ottobre 1860-8 dicembre 1943 | 3,88 km²   |                      |
| Hankou             | 1861-1931                       |            |                      |
| Weihaiwei          | 24 maggio 1898-1º ottobre 1930  | 750 km²    | 154.416 ab. (1921)   |

L'occupazione di Hong Kong avviene in tre diversi periodi:
- 20 gennaio 1841 occupazione perpetua dell'Isola di Hong Kong
- 24 ottobre 1860 affitto perpetuo di Kowloon
- 1º luglio 1898 affitto per 99 anni dei Nuovi Territori

## Francia (1849-1946)
| Nome concessione        | Periodo concessione               | Superficie | Popolazione        |
| ----------------------- | --------------------------------- | ---------- | ------------------ |
| Concessione di Shanghai | 6 aprile 1849-28 febbraio 1946    |            | 478.552 ab. (1932) |
| Tianjin                 | 24 ottobre 1860-28 settembre 1946 | 2,22 km²   |                    |
| Hankou                  | 1896-28 febbraio 1946             |            |                    |
| Guangzhouwan            | 27 maggio 1898-20 novembre 1945   | 1.300 km²  | 250.000 ab. (1935) |

## Impero russo ed Unione sovietica (1895-1922)
| Nome concessione | Periodo concessione                                             | Superficie | Popolazione |
| ---------------- | --------------------------------------------------------------- | ---------- | ----------- |
| Hankou           | 1895-1917                                                       |            |             |
| Port Arthur      | 15 dicembre 1897-2 gennaio 1905; 22 agosto 1945-11 ottobre 1945 | 512,15 km² |             |
| Tianjin          | 1903-31 maggio 1924                                             |            |             |

## Impero tedesco (1895-1919)
| Nome concessione | Periodo concessione              | Superficie | Popolazione        |
| ---------------- | -------------------------------- | ---------- | ------------------ |
| Hankou           | 1895-7 novembre 1914             |            |                    |
| Kiautschou       | 14 novembre 1897-7 novembre 1914 | 552 km²    | 200.000 ab. (1912) |
| Tianjin          | 1899-28 giugno 1919              |            |                    |

## Impero giapponese (1898-1945)
| Nome concessione                        | Periodo concessione           | Superficie | Popolazione          |
| --------------------------------------- | ----------------------------- | ---------- | -------------------- |
| Hankou                                  | 1898-22 agosto 1945           |            |                      |
| Lüshunkou (precedentemente Port Arthur) | 2 gennaio 1905-22 agosto 1945 |            | 1.656.726 ab. (1935) |
| Qingdao                                 | 7 novembre 1914-1922          |            | 200.000 ab. (1912)   |

Occupate durante la Seconda guerra mondiale le concessioni di:
- Hong Kong (Regno Unito) dal 25 dicembre 1941 al 16 agosto 1945
- Guangzhouwan (Francia) dal febbraio 1943 al settembre 1945 (dal 30 luglio 1943 al 25 agosto 1944 parte della Francia di Vichy)
- Tianjin (Francia) dal febbraio 1943 al settembre 1945 (dal 30 luglio 1943 al 25 agosto 1944 parte della Francia di Vichy)
- Concessione di Shanghai (Francia) dal febbraio 1943 al settembre 1945 (dal 30 luglio 1943 al 25 agosto 1944 parte della Francia di Vichy)
- Hankou (Francia) dal febbraio 1943 al settembre 1945 (dal 30 luglio 1943 al 25 agosto 1944 parte della Francia di Vichy)
- Tianjin (Regno d'Italia) occupata dal 10 settembre 1943 al 27 luglio 1944 (rivendicata come parte della Repubblica Sociale Italiana dal 23 settembre 1943 al 27 luglio 1944)

## Regno d'Italia (1901-1943)
| Nome concessione                       | Periodo concessione                | Superficie | Popolazione              |
| -------------------------------------- | ---------------------------------- | ---------- | ------------------------ |
| Tianjin                                | 7 settembre 1901-15 settembre 1947 | 0,45 km²   | 300 ab. (marinai - 1935) |
| Concessione internazionale di Shanghai | 1863-1945                          |            | 108 ab.                  |

Note: l'Italia possederà anche diversi quartieri commerciali e fortificazione in tutto il territorio cinese.

## Impero Austro-ungarico (1901-1919)
| Nome concessione | Periodo concessione                | Superficie | Popolazione |
| ---------------- | ---------------------------------- | ---------- | ----------- |
| Tianjin          | 7 settembre 1901-10 settembre 1919 | 0,59 Km²   |             |

Note: Dall'11 novembre 1918 al 10 settembre 1919 parte dell'Austria tedesca. L'Ungheria vi rinuncia il 4 giugno 1920. Aggiunta alla Concessione italiana di Tianjin nel giugno 1927.

## Belgio (1902-1931)
| Nome concessione | Periodo concessione             | Superficie | Popolazione |
| ---------------- | ------------------------------- | ---------- | ----------- |
| Tianjin          | 6 febbraio 1902-15 gennaio 1931 |            |             |

## Porti Aperti
Nel corso del XIX secolo a seguito di vari trattati con la Cina sono aperti numerosi porti al commercio europeo.
Questi i principali porti aperti al commercio in ordine cronologico:
- - dal 1842
- Amoy
- Canton
- Fuchow con l'isola Pagoda
- Ningpo
- Shanghai
  - dal 1858-1860
- Chefoo
- Chinkiang
- Hangkow
- Kiangchow (isola Hainan)
- Kiunkiang
- Nanchino
- Niuchuang
- Suatow
- Tientsin